# Arsenij Golovko
Arsenij Grigorjevič Golovko (rusko Арсений Григорьевич Головко), sovjetski mornariški častnik. * 10. junij 1906, Prohladnij, † 17. maj 1962, Moskva.
Bil je admiral Sovjetske vojne mornarice in vrhovni poveljnik Severne flote med drugo svetovno vojno.

## Življenjepis
Rodil se je v Prohladnem v Kabardino-Balkariji. Leta 1925 se je pridružil Sovjetski vojni mornarici, leta 1928 pa je diplomiral na Višji mornariški šoli M. V. Frunzeja. V letih 1937 in 1938 se je udeležil španske državljanske vojne na strani republikancev, po vrnitvi v domovino pa se je vpisal na šolo za mornariško bojevanje. Med letoma 1938 in 1939 je bil vrhovni poveljnik Kaspijske flotilje, med letoma 1940 in 1946 pa je bil vrhovni poveljnik sovjetske Severne flote.
Leta 1946 je postal namestnik poveljnika štaba Sovjetske vojne mornarice, 1947 pa njegov poveljnik. Potem ko je bila Baltska flota leta 1946 razdeljena na 4. in 8. floto, je 4. floti med letoma 1952 in 1955 poveljeval Golovko, po ponovni združitvi leta 1956 pa je za eno leto postal poveljnik združene Baltske flote. Istega leta je postal namestnik vrhovnega poveljnika Sovjetske vojne mornarice.
Po njem je nosila ime križarka projekta 58, v gradnji pa je tudi fregata Admiral Golovko razreda Admiral Gorškov z njegovim imenom.